# 6-й пехотный полк (Австро-Венгрия)
6-й Венгерский пехотный полк (нем. Ungarisches Infanterie-Regiment Nr. 6) — венгерский пехотный полк Единой армии Австро-Венгрии.

## История
Образован в 1762 году. С 1805 по 1807 годы — 6-й пехотный полк Австрийской империи. Штаб-квартира — Будапешт, место вербовки солдат — Нови-Сад. Участвовал в австро-турецких войнах, в Семилетней войне, в Наполеоновских войнах и Австро-итало-прусской войне, а также в венгерском восстании. В разное время покровителями полка были бан Хорватии Иван Коронини-Кронберг и король Румынии Кароль I.
Полк состоял из 4 батальонов: 1-й (базировался в Билече на 1914 год), 2-й, 3-й (оба в Будапеште) и 4-й (Нови-Сад). Национальный состав полка по состоянию на 1914 год: 41% — немцы, 27% — сербы и хорваты, 32% — прочие национальности.
В 1914 году полк отправился на Итальянский фронт Первой мировой войны, позднее сражался на Восточном фронте. Участник Зборовского сражения против русских войск.
В ходе так называемых реформ Конрада с июня 1918 года число батальонов было сокращено до трёх, и 1-й батальон был переведён в состав 23-го пехотного полка.

## Командиры
- 1859: полковник Карл Аппиано[9]
- 1865: полковник Альберт Фелльнер фон Фельдегг[10]
- 1873: полковник Карл Шмидт
- 1879: полковник Алоис Майр[11]
- 1903—1907: полковник Эмиль Лист
- 1908: полковник Юлиус Велленрайтер[12]
- 1909—1912: полковник Винценц Марковинович
- 1913—1914: полковник Юлиус Флепс[1]